# Peter R. Orszag
Peter Richard Orszag /ˈoːrzæɡ/ (Boston, 1968. december 16. –) amerikai közgazdász, 2009. január 20. és 2010. július 30 között a Költségvetési Hivatal (Office of Management and Budget), azt megelőzően a Kongresszusi Költségvetési Hivatal (Congressional Budget Office) vezetője.

## Életrajz
Apja Steven Alan Orszag, a matematika professzora a Yale Egyetemen. Anyja Reba (Karp) Orszag, a Cambridge Hydrodynamics (egy princetoni kutató és tanácsadó cég) elnöke, korábban a Princetoni Egyetem Hillel Center for Jewish Life elnöke.
Peter dédszülei 1903-bam emigráltak New Yorkba. Peter soha nem járt Magyarországon, nem tud magyarul és általában kerüli a magyarországi kötődésével kapcsolatos kérdéseket, nevét is angolosan ejti ki. 2009 decemberében a Fehér Ház honlapján cikket tett közzé, amiben viszont taglalja maga származását.
1997. augusztus 31-én feleségül vette Cameron Rachel Hamillt, akitől később elvált. Jelenleg Washingtonban él két gyerekével, Leilával és Joshuával. Peter Orszag hobbija a futás, szereti a country zenét és a Red Sox szurkolója.

## Pályafutása
A Phillips Exeter Academy gimnáziumban érettségizett, majd közgazdasági tanulmányokat folytatott: alapdiplomáját a Princetoni Egyetemen 1991-ben, mester oklevelét 1992-ben, doktori oklevelét a Londoni Közgazdasági Iskolában (London School of Economics) szerezte 1997-ben. Mentorai olyan elismert közgazdászok voltak, mint Alan Blinder, Joseph Stiglitz és Robert Rubin. 1991 és 1992 között Marshall-ösztöndíjas volt.
A Brookings Intézet ösztöndíjasa és a közgazdasági osztály helyettes vezetője volt, ahol a Hamilton-terven dolgozott. Az elnök gazdasági ügyekért felelős különleges tanácsadója volt 1997 és 1998 között. A Közgazdasági Tanácsadói Hivatal közgazdásza és tanácsadója volt a Clinton-kormányzat alatt (1995-től 1996-ig).
2007 januárjától 2008 novemberéig, kinevezéséig a Kongresszusi Költségvetési Hivatal vezetője volt.

## A Költségvetési Hivatal vezetője
2008. november 25-én a frissen megválasztott amerikai elnök, Barack Obama Peter Orszagot jelölt a Fehér Ház költségvetési igazgatójának. Miután hivatalát kabineti szintre emelte, 40 évesen ő a legfiatalabb tagja az Obama-kormánynak. 2009. január 20., Obama elnöki beiktatása óta ő a Költségvetési hivatal vezetője.
2010. június 26-án bejelentették, hogy az amerikai államháztartási hiány kezelésének ügyében támadt nézeteltérés miatt Peter Orszag otthagyja a Fehér Házat.

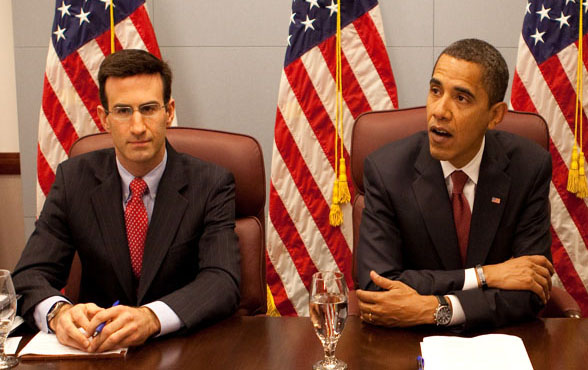
Peter Orszag és Barack Obama

## Publikációi
- Orszag, Peter R.: "Climate Change Economics". The Washington Post, 2008. július 9., A15 old.
- American Economic Policy (MIT Press: 2002) - társszerző
- Protecting the American Homeland: A Preliminary Analysis (Brookings Institution Press: 2002) - társszerző
- Saving Social Security: A Balanced Approach (Brookings Institution Press: 2004) - társszerző
- Protecting the Homeland 2006/7 (Brookings Institution Press: 2006) - társszerző
- Aging Gracefully: Ideas to Improve Retirement Security in America (Century Foundation Press: 2006) - társszerző
- Orszag, Peter. 1999. Administrative Costs in Individual Accounts in the United Kingdom. Washington, DC: Center on Budget and Policy Priorities (March).
- Congressional Budget Office. 2. Kihirdetve 2008. november 3-án. pdf
- Orszag, Peter and Joseph E. Stiglitz.  "Rethinking Pension Reform: Ten Myths about Social Security Systems." In Robert Holzman and Joseph Stiglitz, eds., New Ideas about Old Age Security. (The World Bank: 2001).
- Orszag, Peter, J. Michael Orszag.  "The Benefits of Flexible Funding: Implications for Pension Reform in an Uncertain World." In Annual Bank Conference on Development Economics. (The World Bank: 2001).